# 멘탈 이미지스
멘탈 이미지스(Mental Images GmbH)는 독일 베를린에 본사를 둔 독일의 컴퓨터 생성 이미지(CGI) 소프트웨어 회사였다. 2007년, 엔비디아가 이 회사를 인수하여 엔비디아 고급 렌더링 센터(Nvidia Advanced Rendering Center, ARC)로 이름을 바꾸었다. 이 회사는 계속해서 유사한 제품과 기술을 제공하며, 오락, 컴퓨터 지원 설계, 과학적 시각화 및 건축을 위한 렌더링 및 3D 모델링 기술을 제공하고 있다.
이 회사는 1986년 4월 독일 베를린에서 물리학자이자 컴퓨터 과학자인 롤프 헤르켄, 한스-크리스티안 헤게, 로베르트 회디케, 볼프강 크뤼거, 그리고 경제학자 귄터 안조르게, 프랑크 슈뇌켈, 한스 페터 플레트너에 의해 설립되었다. 유한책임합자회사(GmbH & Co. KG)로 설립되었다. 멘탈 레이 소프트웨어 프로젝트는 1986년에 시작되었다. 렌더링 소프트웨어의 초기 버전은 당시 규모가 컸던 멘탈 이미지스의 상업용 컴퓨터 애니메이션 부서에 의해 영향을 받고, 테스트되고, 활용되었는데, 이 부서는 다음 시각 효과 감독들이 이끌었다: 1991년과 1993년 아카데미상 수상자인 존 앤드류 버턴(1986–1989), 2000년과 2017년 아카데미상 수상자인 존 넬슨(1987–1989), 그리고 1996년과 2000년 아카데미상 후보였던 스테판 팽마이어(1988–1990).
2003년, 멘탈 이미지스는 뷰포인트 벤처스(ViewPoint Ventures)와 또 다른 대규모 국제 사모펀드 투자자가 주도하는 투자 유치 라운드를 완료했다. 2007년 12월부터 Mental Images GmbH는 엔비디아 코퍼레이션의 완전 소유 자회사가 되었다. 회사는 베를린에 본사를 두고 샌프란시스코(Mental Images Inc.)와 멜버른(Mental Images Pty. Ltd.)에 자회사를 두었으며, 스톡홀름에도 사무실을 두었다. 엔비디아에 인수된 후, 회사는 Nvidia Advanced Rendering Center (Nvidia ARC GmbH)로 이름이 변경되었다.

## 제품
멘탈 이미지스는 렌더링 소프트웨어인 멘탈 레이, iray, mental mill, RealityServer, DiCE의 개발사였다. 멘탈 레이는 수십 년간 헐크, 매트릭스 2: 리로디드, 매트릭스 3: 레볼루션, 스타워즈 에피소드 2: 클론의 습격, 투모로우 (영화) 등 많은 장편 영화에 사용된 프로덕션 품질의 렌더 엔진이다.

## 영화 목록
- Mental Images[6] (1987) (1987년 아르스 일렉트로니카 프릭스에서 수상한 영화, 4분, 당시 기술 가능성 시연)
- 아스테릭스 인 아메리카 (1994) (3D 컴퓨터 애니메이션 "스톰 시퀀스" 및 디지털 효과, 소프트웨어 개발)
- 헤븐 (2002년 영화) (2002) (멘탈 레이로 계산된 이미지)